# Баскаков, Виталий Данилович
Виталий Данилович Баскаков (11 января 1943 — 3 декабря 2021) — советский военный лётчик, майор (1978), заслуженный лётчик-испытатель СССР (1991).

## Биография
Родился 11 сентября 1943 года в посёлке Краснолесный Воронежской области (ныне — микрорайон города Воронежа).
По окончании в 1960 году десять классов школы, работал в Воронеже слесарем-монтажником строительно-монтажного управления «Элеватормельстрой», затем — разнорабочим в Краснолесненском лесничестве.
С 1961 года служил в Советской армии, затем поступил в Тамбовское высшее военное авиационное училище лётчиков, которое окончил в 1965 году. Продолжил военную службу в дальней авиации на Дальнем Востоке и Украине. В 1972 окончил Центральные курсы усовершенствования офицерского состава.
С ноября 1972 Виталий Баскаков находился в запасе. В 1974 окончил Школу лётчиков-испытателей, а в 1980 году — Московский авиационный институт. С апреля 1974 по октябрь 1995 являлся лётчиком-испытателем ОКБ имени А. Н. Туполева. Освоил 23 типа и 50 модификаций самолётов, общий налёт 8 184 часа. Летал на дозвуковых и сверхзвуковых, боевых и пассажирских самолётах ОКБ. Награждён медалями.
Военный лётчик 1 класса (1972), лётчик-испытатель 1 класса (1984), пилот гражданской авиации 2 класса (1991). Семикратный рекордсмен мира (1989) и мастер спорта СССР по самолётному спорту (1990).
В. Д. Баскаков автор опубликованных книг. 
Виталий Данилович жил в городе Жуковском Московской области. Он умер 3 декабря 2021 года.